# 刘睦终
刘睦终（1961年12月—），女，汉族，黑龙江哈尔滨人，中华人民共和国政治人物，现任黑龙江省政协副主席，黑龙江省妇联主席、党组书记，中共十九大代表。
2023年1月14日，卸任黑龙江省政协副主席职务。